# Plano coronal

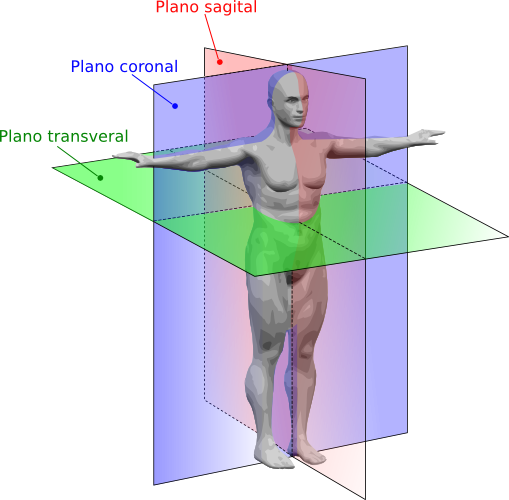
Os três planos anatómicos do corpo: sagital, transversal e frontal (ou coronal).

Plano coronal ou plano frontal é um dos tipos de planos anatômicos, dividindo o corpo com cortes verticais e perpendiculares ao plano mediano. Assim é possível definir a parte ventral/anterior (frente) da parte dorsal/posterior (costas). É usado para dividir diversos órgãos e para indicar a direção do ponto de vista de uma imagem (por exemplo, um plano frontal pode ser feito no hipotálamo para indicar qual parte fica em direção ao rosto, rostral, e qual fica em direção a nuca, caudal.)

## Na dança
Plano da porta também conhecido como plano coronal é a denominação criada por Rudolf Laban e utilizada na dança. Segundo Laban em todos os planos existem duas dimensões uma dominante e a outra é secundária. No plano da porta à dimensão de comprimento é a dominante e é referente às direções cima – baixo. Já a dimensão de amplitude referente às direções lado-lado, é a secundaria. 